# August Gottlieb Spangenberg
August Gottlieb Spangenberg (14. juli 1704—18. september 1792) var en herrnhutisk teolog.